# Henry Larsen (remer danès)
Henry Larsen   (Køge, 21 de juliol de 1916 - valor desconegut, 26 de setembre de 2002) fou un remer danès que va competir durant la dècada de 1940.
El 1948 va prendre part en els Jocs Olímpics de Londres, on guanyà la medalla de bronze en la prova del quatre amb timoner del programa de rem. Formà equip amb Erik Larsen, Børge Raahauge Nielsen, Harry Knudsen i Jørgen Ib Olsen.